# Cyprus Airways (2017)
Cyprus Airways es una aerolínea chipriota con base en el Aeropuerto Internacional de Lárnaca que comenzó a operar el 1 de junio de 2017.

## Historia
En 2016, se anunció que S7 Airlines planeaba lanzar una aerolínea chipriota con el nombre de Charlie Airlines.  Ese mismo año, ganó los derechos de uso de las marcas registradas de Cyprus Airways en quiebra a partir de julio de 2016. El logotipo de la aerolínea incorpora una rama de olivo, el símbolo principal de Chipre.  El 4 de marzo de 2017, la aerolínea realizó su vuelo de prueba desde el Aeropuerto Internacional de Lárnaca al Aeropuerto Internacional de Heraclión con un Airbus A319-100, como parte del procedimiento para obtener el certificado.  El 14 de marzo de 2017, se anunció que la aerolínea había obtenido el certificado de operador aéreo del Departamento de Aviación Civil de Chipre, lo que marca el inicio del servicio comercial de la aerolínea.
Durante 2019, 400.000 pasajeros viajaron desde y hacia Chipre con Cyprus Airways.

## Destinos
Actualmente Cyprus Airways sirve los siguientes destinos:
| País        | Ciudad           | Aeropuerto                                                    | Notas          | Referencias |
| ----------- | ---------------- | ------------------------------------------------------------- | -------------- | ----------- |
| Chipre      | Larnaca          | Aeropuerto Internacional de Lárnaca                           |                |             |
| Grecia      | Atenas           | Aeropuerto Internacional Eleftherios Venizelos                |                | [ 2 ] [ 3 ] |
| Grecia      | Rodas            | Aeropuerto Internacional de Rodas-Diágoras                    |                | [ 4 ]       |
| Grecia      | Scíathos         | Aeropuerto Internacional de Scíathos-Alexandros Papadiamantis |                |             |
| Israel      | Tel Aviv         | Aeropuerto Internacional Ben Gurión                           |                |             |
| Rusia       | Saint Petersburg | Aeropuerto Internacional Púlkovo                              |                |             |
| Suiza       | Geneva           | Aeropuerto de Génova                                          |                | [ 5 ]       |
| Suiza       | Zürich           | Aeropuerto Internacional de Zúrich                            |                | [ 6 ]       |
| Ucrania     | Kiev             | Kiev–Boryspil                                                 |                |             |
| Reino Unido | Londres          | Aeropuerto De Heathrow                                        | Futuro Destino | [ 7 ]       |

1. ↑  https://www.planespotters.net/airline/Cyprus-Airways-2016
2. ↑  «Cyprus Airways announces the launch of ticket sales to six new destinations for summer 2018». cyprusairways.com. Cyprus Airways. Archivado desde el original el 29 de agosto de 2018. Consultado el 3 de noviembre de 2017.
3. ↑  Liu, Jim (7 de noviembre de 2018). «Cyprus Airways boosts Greece service in W18». Routesonline. Consultado el 7 de noviembre de 2018.
4. ↑  «Cyprus Airways announces the launch of ticket sales to Heraklion, Rhodes and Skiathos». Cyprus Airways. Archivado desde el original el 10 de enero de 2019. Consultado el 10 de enero de 2019.
5. ↑  Liu, Jim (9 de octubre de 2019). «Cyprus Airways resumes 2 routes in S20». routesonline.com.
6. ↑  «Flight timetable». cyprusairways.com. Cyprus Airways. Consultado el 3 de noviembre de 2017.
7. ↑  https://www.traveldailynews.com/post/cyprus-airways-launches-new-london-heathrow-flights

## Acuerdos de código compartido
Cyprus Airways tiene acuerdos de código compartido con estas aerolíneas:
- Blue Air
- Bulgaria Air
- Qatar Airways
- S7 Airlines
- Sky Express

## Flota

### Flota actual
La flota de Cyprus Airways consta de estas aeronaves, con una edad media de 8,4 años (julio de 2023):
| Aeronave        | En Servicio | Órdenes | Pasajeros |
| --------------- | ----------- | ------- | --------- |
| Airbus A220-300 | 2           | 0       |           |
| Airbus A320-200 | 3           | 0       | 180       |
| Total           | 5           | 0       |           |

### Flota histórica
La aerolínea durante su existencia operó las siguientes aeronaves:
- Datos: Q28719599
- Multimedia: Cyprus Airways (2017) / Q28719599